# Жълт тиран
Жълтият тиран (Capsiempis flaveola) е вид птица от семейство Tyrannidae, единствен представител на род Capsiempis.

## Разпространение
Видът е разпространен в Аржентина, Боливия, Бразилия, Колумбия, Коста Рика, Еквадор, Френска Гвиана, Гвиана, Никарагуа, Панама, Парагвай, Перу, Суринам и Венецуела.